# Life with Buster Keaton
Life with Buster Keaton was een Amerikaanse komische televisieserie met Buster Keaton. Het was een van Keatons vele mislukte pogingen om na de stomme film weer in de spotlight te komen. De serie werd gestopt na een seizoen. Afleveringen van de serie bevinden zich in het publiek domein.